# Jess Glynne
Jessica Hannah Glynne (Hampstead, 20 de outubro de 1989), conhecida simplesmente por Jess Glynne, é uma cantora e compositora britânica. Vencedora do Grammy Award de ''Melhor Gravação Dance'', ficou conhecida por suas colaborações com Clean Bandit nas canções "Rather Be" e "Real Love", ambas número um na tabela UK Singles Chart de 2014. Seu single de estreia, "Right Here", alcançou a sexta posição da mesma tabela.
Em 2018, ela se tornou a primeira cantora solo britânica a deter seis singles número um nas paradas do Reino Unido, após o lançamento de suas canções solo "Hold My Hand" e "Don't Be So Hard on Yourself", e de parcerias como "Rather Be" com Clean Bandit, "My Love" com Route 94, "Not Letting Go" com Tinie Tempah, e "These Days" com Rudimental. O álbum de estreia de Glynne, I Cry When I Laugh, foi lançado em 2015 e estreiou na primeira posição das paradas britânicas.

## Biografia
Jess Glynne nasceu na região de Hampstead da capital inglesa e cresceu no subúrbio de Muswell Hill, localizado em North London, em uma família judia. Seu pai trabalhou em uma imobiliária e sua mãe trabalhou com A&R na indústria musical. Aos 15 anos, Glynne se inscreveu para o programa de televisão The X Factor, mas logo desistiu do processo de audição após um desentendimento com os produtores. Ela frequentou a Rhodes Avenue Primary School e, mais tarde, a Fortismere School, onde completou seu A-Level em 2008, e trabalhou em diversos locais, entre eles em uma butique, em uma academia e um salão de beleza. Depois de um período viajando pelo mundo, Jess trabalhou para uma empresa de gerenciamento musical no final de sua adolescência e, então, começou a  trabalhar com compositores e produtores, com quem aprimorou sua própria arte por quatro anos.

## Carreira

### 2010–2013: O início da carreira
Jess Glynne completou um curso de música de um ano de duração na Access to Music, faculdade localizada em East London, onde conheceu dois de seus principais futuros colaboradores: a compositora Jin Jin e o produtor Bless Beats. Uma das parcerias entre Glynne e Jin Jin chamou a atenção da gravadora Black Butter Records, que logo assinou com a cantora um contrato de publicação e a apresentou a empresários do ramo da música e advogados. Joa Grossa, co-presidente da Black Butter, afirmou sobre Jess, "a voz dela me enlouqueceu [...] Havia uma ferocidade nela. Ela pode falar sobre coisas cotidianas dessa maneira e é simplesmente épico." A cantora assinou um contrato com a Atlantic Records em agosto de 2013 fazendo com que, consequentemente, deixasse de vez seu emprego como gestora de marca para uma empresa de bebidas.

### 2013–2016:I Cry When I Laughe ascensão global
Durante 2013, o produtor Route 94 abordou Jess Glynne para reescrever e dar voz para uma música sua, intitulada "My Love", que na época continha uma amosta que ele estava proibido de usar. A versão de "My Love", já com os vocais da cantora, foi lançada na compilação da DJ irlandesa Annie Mac, Annie Mac Presents, em outubro de 2013. O grupo britânico Clean Bandit ouviu a canção e convidou Glynne para participar da canção "Rather Be". Jack Patterson, do Clean Bandit, falou da "verdadeira sutileza de emoção em sua voz [...] Você consegue ouvir a fragilidade de sua personalidade, mas ao mesmo tempo há um poder brutal."
Lançado em janeiro de 2014 como single, "Rather Be" entrou em primeiro lugar no UK Singles Chart, tornando-se o terceiro single mais vendido e música mais tocada nos serviços de streaming do ano. O hit alcançou o número um e posições no top cinco das tabelas ao redor da Europa e da Oceania, e a alcançou a 10ª posição da Billboard Hot 100 nos Estados Unidos. Em abril de 2013, "My Love", do DJ britânico Route 94, foi lançada oficialmente como single e também estreou em primeiro lugar no Reino Unido. Ambas, "Rather Be" e "My Love", foram indicadas ao BRIT Awards na categoria de Melhor Single Britânico. Por seu trabalho em "Rather Be", Jess Glynne recebeu um Grammy Award para Best Dance Recording e a canção foi indicada ao prêmio de Música do Ano na primeira edição do BBC Music Awards.

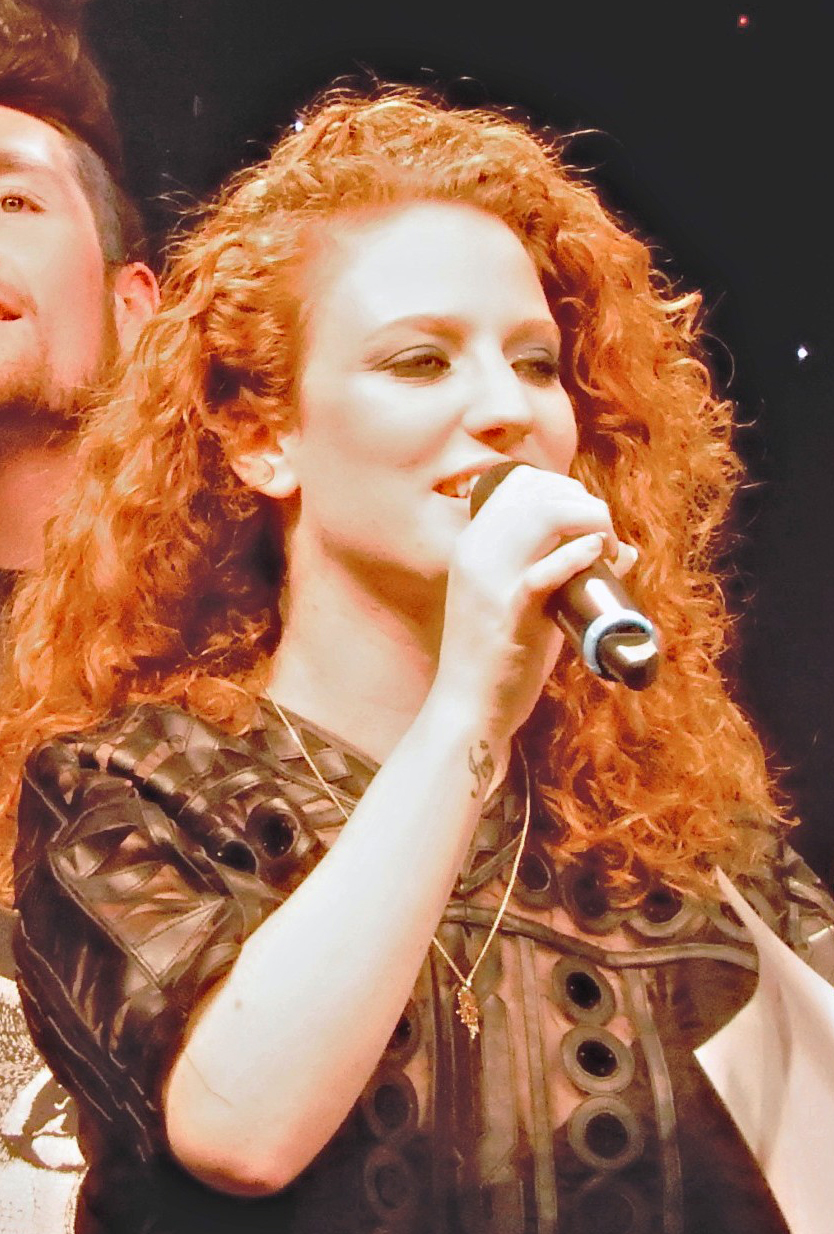
Glynne se apresentando no Shepherds Bush Empire.

Ainda em fevereiro, a cantora disponibilizou o vídeo musical de "Home", uma música de sua autoria produzida por Bless Beats. Seu single de estreia, produzido por Gorgon City, "Right Here" foi lançado em julho de 2014 e figurou tabelas musicais de diversos países, incluindo a 6ª posição no Reino Unido. Glynne se apresentou em diversos festivais britânicos ao longo de 2014, entre eles o Glastonbury, Bestival e o Lovebox Festival. Em outubro do mesmo ano, ela percorreu o Reino Unido com sua turnê iniciada em Sheffield e finalizada no Electric Brixton em Londres. Ainda em 2014, Jess compôs para projetos de Iggy Azalea, Little Mix, MO, Rita Ora, Rudimental e Tinie Tempah. O sucesso "Real Love", sua segunda colaboração com o grupo Clean Bandit, foi lançada em novembro de 2014 e estreou em segundo lugar no Reino Unido. Diferentemente de "Rather Be", a cantora recebeu o mesmo faturamento por esta faixa.
Sua segunda canção de trabalho como artista solo, "Hold My Hand", debutou em primeiro lugar no Reino Unido no mês de março de 2015, onde permaneceu por mais três semanas. Em 2015, Glynne realiza uma participação na canção "Not Letting Go" do rapper Tinie Tempah, que também alcançou a primeira posição nas tabelas britânicas, trazendo à cantora seu quatro single número um no Reino Unido. Jess Glynne foi submetida a uma cirurgia nas cordas vocais nesse mesmo ano, fazendo com que diversas apresentações ao vivo fossem canceladas, entre elas a que faria no Glastonbury. O álbum de estreia da cantora, intitulado I Cry When I Laugh, foi lançado em agosto de 2015 no Reino Unido, após a divulgação do single "Don't Be So Hard on Yourself". O disco traz parcerias com Knox Brown, Naughty Boy, Starsmith, Talay Riley e Switch, além seus parcerias de longa data Jin Jin e Bless Beats. Com ele, Glynne se tornou a segunda artista solo britânica a obter cinco singles número um nas paradas musicais do Reino Unido assim que "Don't Be So Hard On Yourself" alcançou tal posição. I Cry When I Laugh debutou em primeiro lugar no Reino Unido com um total de 60 mil cópias vendidas. Desde então, o disco foi certificado com platina tripla pela venda de 900 mil cópias.
Em setembro de 2015, foi anunciado que Glynne apareceria na décima segunda temporada do The X Factor como jurada convidada. No mesmo mês, ela apresentou o documentário The Brit Invasion, produzido pela revista Vice, que documentou a ascensão nos Estados Unidos da música britânica dos gêneros EDM e dance. Mais tarde, em novembro, a faixa "Take Me Home", presente no primeiro álbum da cantora, foi lançado como o single de caridade oficial do Children In Need 2015 e alcançou a sexta posição no Reino Unido, tornando-se a oitava aparição de Glynne no top 10 das tabelas no país. Foi revelado, em junho de 2016, que Glynne negou a oferta de ser jurada do The Voice UK, alegando que simplesmente não está interessada em desempenhar tal função no programa. Ainda neste mês, Jess Glynne anunciou a Take Me Home Tour, digressão que passaria por arenas ao redor do Reino Unido. Após a turnê, a cantora fez uma pausa na divulgação de algum futuro material novo. Em 2 de agosto de 2017, o disco I Cry When I Laugh constava mais de 100 semanas no top 100 das paradas britânicas (em sua versão física, digital e vinil) desde o seu lançamento dois anos antes, em 2015, figurando o 74º lugar.

### 2016–presente: Segundo álbum de estúdio e novas parcerias
Após rumores, em outubro de 2016, de que Jess Glynne estaria com grandes produtores para o seu segundo álbum de estúdio, o jornal The Sun noticiou em julho de 2017 que, o também britânico, Ed Sheeran estaria ajudando a cantora em seu retorno e havia escrito duas canções para ela, "Thursday" e "Woman Like Me".
Em janeiro de 2018, Glynne fez seu grande retorno no novo single do Rudimental, chamado "These Days", ao lado do rapper Macklemore e Dan Clapen, que foi bem sucedido no UK Singles Chart. No mês seguinte, foi anunciado que a cantora se apresentaria no BBC Radio 1's Big Weekend em Swansea no final de semana do feriado do banco do mês de maio. No dia 30 de março, depois de passar sete semanas consecutivas em 2º lugar atrás de "God's Plan", de Drake, "These Days" finalmente alcançou a primeira posição tornando Jess Glynne a primeira mulher britânica na história das tabelas musicas do Reino Unido a deter seis singles número um. Um dia antes, em 29 de março, Glynne faz sua segunda aparição desde seu retorno no single "Mind On It" do rapper Yungen.
Em abril de 2018, a cantora deleta todo o conteúdo de suas redes sociais, gerando diversas especulações de que ela estaria planejando um próximo lançamento em sua carreira. "I'll Be There", o carro-chefe de seu segunda álbum de estúdio ainda sem previsão de lançamento, foi lançado em 4 de maio de 2018. No mesmo dia, Glynne fez a primeira apresentação da faixa no programa britânico The Graham Norton Show.

## Influências
A artista cita Amy Winehouse, Lauryn Hill, Aretha Franklin, Etta James, Anthony Hamilton, Beyoncé, Mariah Carey, Whitney Houston e Jay-Z como suas influências musicais.

## Discografia

### Álbuns
| Detalhes do álbum | Melhores posições atingidas | Melhores posições atingidas | Certificações                   |
| Detalhes do álbum | RU                          | IRL                         | Certificações                   |
| --- | --------------------------- | --------------------------- | ------------------------------- |
| I Cry When I Laugh - Lançamento: 21 de agosto de 2015 - Gravadora: Atlantic Records - Formatos: CD, download digital  | 1                           | 3                           | - RU: 4× Platina - Canadá: Ouro |
| Always In Between - Lançamento: 21 de setembro de 2018 - Gravadora: Atlantic Records - Formatos: CD, download digital | 1                           | 4                           | - RU: Platina                   |

### Singles
| Ano  | Obra                           | Melhores posições atingidas | Melhores posições atingidas | Melhores posições atingidas | Melhores posições atingidas | Melhores posições atingidas | Melhores posições atingidas | Certificações                                                       | Álbum              |
| Ano  | Obra                           | RU                          | ALE                         | AUS                         | ESC                         | IRL                         | SUI                         | Certificações                                                       | Álbum              |
| ---- | ------------------------------ | --------------------------- | --------------------------- | --------------------------- | --------------------------- | --------------------------- | --------------------------- | ------------------------------------------------------------------- | ------------------ |
| 2014 | "Right Here"                   | 6                           | 25                          | 67                          | 6                           | 57                          | 23                          | - RU: Ouro                                                          | I Cry When I Laugh |
| 2014 | "Real Love" (com Clean Bandit) | 2                           | 2                           | 13                          | 2                           | 26                          | 37                          | - RU: Platina - ARIA: Platina - FIMI: Ouro                          | I Cry When I Laugh |
| 2015 | "Hold My Hand"                 | 1                           | 19                          | 16                          | 1                           | 8                           | 20                          | - RU: 2× Platina - ARIA: Platina - FIMI: 2× Platina - RIAA: Platina | I Cry When I Laugh |
| 2015 | "Don't Be So Hard on Yourself" | 1                           | 99                          | 36                          | 1                           | 13                          | —                           | - RU: Platina - FIMI: Platina - ARIA: Platina - RMNZ: Ouro          | I Cry When I Laugh |
| 2015 | "Take Me Home"                 | 6                           | 66                          | 98                          | 6                           | 10                          | 52                          | - RU: Platina - FIMI: 2× Platina                                    | I Cry When I Laugh |
| 2016 | "Ain't Got Far to Go"          | 45                          | —                           | —                           | —                           | —                           | —                           | - RU: Prata                                                         | I Cry When I Laugh |
| 2018 | "I'll Be There"                | 1                           | 92                          | 23                          | 1                           | 8                           | 66                          | - RU: 2× Platina - FIMI: Ouro - ARIA: 3× Platina                    | Always In Between  |
| 2018 | "All I Am"                     | 7                           | —                           | 92                          | 2                           | 10                          | —                           | - RU: Platina - FIMI: Ouro - ARIA: Platina                          | Always In Between  |
| 2018 | "Thursday"                     | 3                           | —                           | —                           | 1                           | 9                           | —                           | - RU: 2× Platina                                                    | Always In Between  |
| 2019 | "One Touch" (com Jax Jones)    | 19                          | —                           | —                           | 8                           | 28                          | 88                          | - RU: Ouro                                                          | Snacks             |
| 2020 | "This Christmas"               | 3                           | —                           | —                           | —                           | —                           | —                           | - RU: Prata                                                         | Non-album single   |

### Como artista convidada
| Ano  | Obra                                            | Melhores posições atingidas | Melhores posições atingidas | Melhores posições atingidas | Melhores posições atingidas | Melhores posições atingidas | Melhores posições atingidas | Melhores posições atingidas | Melhores posições atingidas | Melhores posições atingidas | Melhores posições atingidas | Certificações                                                                          | Álbum          |
| Ano  | Obra                                            | RU                          | ALE                         | AUS                         | CAN                         | EUA                         | FRA                         | HOL                         | IRL                         | NZL                         | SUI                         | Certificações                                                                          | Álbum          |
| ---- | ----------------------------------------------- | --------------------------- | --------------------------- | --------------------------- | --------------------------- | --------------------------- | --------------------------- | --------------------------- | --------------------------- | --------------------------- | --------------------------- | -------------------------------------------------------------------------------------- | -------------- |
| 2014 | "Rather Be" (Clean Bandit com Jess Glynne)      | 1                           | 1                           | 2                           | 13                          | 10                          | 2                           | 1                           | 1                           | 2                           | 2                           | - RU: 2× Platina - BVMI: Platina - ARIA: 3× Platina - NZL: Platina - IFPI SUI: Platina | New Eyes       |
| 2014 | "My Love" (Route 94 com Jess Glynne)            | 1                           | 6                           | 18                          | —                           | —                           | 35                          | 9                           | 12                          | 38                          | 21                          | - RU: Platina - BVMI: Ouro - ARIA: Platina                                             | Obra sem álbum |
| 2014 | "Real Love" (Clean Bandit & Jess Glynne)        | 2                           | 2                           | 13                          | —                           | —                           | 170                         | —                           | 26                          | 35                          | 37                          | - RU: Ouro - ARIA: Platina                                                             | New Eyes       |
| 2015 | "Not Letting Go" (Tinie Tempah com Jess Glynne) | 1                           | —                           | 24                          | —                           | —                           | —                           | 98                          | 8                           | 31                          | —                           | - RU: Ouro - ARIA: Platina                                                             | Obra sem álbum |

### Outras canções
| Ano  | Obra                | Melhores posições atingidas | Álbum              |
| Ano  | Obra                | RU                          | Álbum              |
| ---- | ------------------- | --------------------------- | ------------------ |
| 2015 | "Gave Me Something" | 172                         | I Cry When I Laugh |
| 2015 | "Why Me"            | 68                          | I Cry When I Laugh |